# India's Next Top Model (mùa 1)
India's Next Top Model, Mùa 1  là mùa đầu tiên của India's Next Top Model. Chương trình được chiếu trên MTV India vào ngày 19 tháng 7 năm 2015 lúc 7:00 giờ tối (UTC+5:30). 13 thí sinh được chọn để cạnh tranh cho chương trình.
Người chiến thắng trong cuộc thi mùa này là Danielle Canute, 18 tuổi từ Mumbai. Như giải thưởng của mình, cô nhận được: 1 hợp đồng người mẫu và đại diện của Bling Talent Management trong 1 năm, xuất hiện trong trang biên tập của tạp chí Grazia và một hợp đồng quảng cáo của TRESemmé trong 1 năm.

## Thí sinh
| Thí sinh           | Tuổi | Chiều cao              | Quê quán   | Bị loại ở | Hạng               |
| ------------------ | ---- | ---------------------- | ---------- | --------- | ------------------ |
| Vishakha Bharadwaj | 23   | 1,83 m (6 ft 0 in)     | Delhi      | Tập 3     | 10 (dừng cuộc thi) |
| Neev Marcel        | 24   | 1,80 m (5 ft 11 in)    | Goa        | Tập 3     | 9                  |
| Sreeradhe Khanduja | 20   | 1,68 m (5 ft 6 in)     | Allahabad  | Tập 4     | 8                  |
| Anam Shaikh        | 22   | 1,73 m (5 ft 8 in)     | Mumbai     | Tập 6     | 7                  |
| Malvika Sitlani    | 22   | 1,69 m (5 ft 6+1⁄2 in) | Mumbai     | Tập 7     | 6                  |
| Aditi Shetty       | 22   | 1,68 m (5 ft 6 in)     | Mumbai     | Tập 8     | 5                  |
| Monica Gill        | 25   | 1,75 m (5 ft 9 in)     | Boston, Mỹ | Tập 9     | 4                  |
| Gloria Tep         | 23   | 1,74 m (5 ft 8+1⁄2 in) | Nagaland   | Tập 11    | 3                  |
| Rushali Rai        | 20   | 1,72 m (5 ft 7+1⁄2 in) | Delhi      | Tập 11    | 2                  |
| Danielle Canute    | 18   | 1,73 m (5 ft 8 in)     | Mumbai     | Tập 11    | 1                  |

## Các tập

### Tập 1
Khởi chiếu: 19 tháng 7 năm 2015
13 thí sinh bán kết được đưa tới phòng đánh giá để bắt đầu cuộc thi. Họ đã được gặp ban giám khảo và đã có một buổi phỏng vấn với họ.

### Tập 2
Khởi chiếu: 26 tháng 7 năm 2015
Đây là phần tiếp theo của tập 1. Sau khi tất cả đã phỏng vấn xong, họ đã được đưa tới tầng thượng của khách sạn Four Seasons cho buổi chụp hình đầu tiên trong phong cách cá nhân. Nhưng trước đó, Anusha và Neeraj đã chỉ cho họ cách phối đồ thích hợp trước khi họ sẽ tự phối đồ và trang điểm cho mình trong 10 phút. Vào buổi đánh giá đầu tiên, 10 cô gái đã được chọn và sẽ bước vào cuộc thi.
- Nhiếp ảnh gia: Dabboo Ratnani

### Tập 3
Khởi chiếu: 2 tháng 8 năm 2015
Những cô gái còn lại được di chuyển tới ngôi nhà chung của mình. Sau đó, Anusha đã đến thăm các cô gái để nói về việc Vishakha đã phải dừng cuộc thi vì ông của cô đang bị bệnh nặng trước khi yêu cầu các cô phải giao điện thoại di động của mình cho chương trình. Sau đó, họ được đưa tới Orca Dive Club cho thử thách chụp hình trong đồ bơi, nhưng họ sẽ bị chụp hình ở dưới mặt nước. Kết quả là Gloria chiến thắng và Sreeradhe là người thể hiện tệ nhất trong thử thách.
Ngày hôm sau, họ đã có buổi chụp hình tiếp theo cho son môi Lakmé Absolute Sculpt, khi họ sẽ được tạo dáng theo cặp và phải tạo dáng như nhìn gương trước mặt nhau trong khi đứng trên một chiếc bàn xoay, trong khi Gloria sẽ được tạo dáng trước một chiếc gương thật vì giành chiến thắng thử thách ngày hôm qua. Vào buổi đánh giá ngày tiếp theo với sự xuất hiện của giám khảo khách mời là Ujjwala Raut, Monica & Sreeradhe được gọi tên đầu tiên còn Neev là thí sinh tiếp theo bị loại.
- Nhiếp ảnh gia: Nitin Patel
- Khách mời đặc biệt: Anees Adenwala, Colston Julian, Ujjwala Raut

### Tập 4
Khởi chiếu: 9 tháng 8 năm 2015
8 cô gái còn lại được đưa tới một khu chợ cá cho một buổi học catwalk với người mẫu Alesia Raut. Ngày hôm sau, họ đã có thử thách loại trừ là một buổi trình diễn thời trang trong những chiếc mũ của nhà thiết kế Little Shilpa, trong khi họ phải đi trên sàn diễn với những quả bóng dang đung dưa trên sàn diễn. Vào buổi đánh giá với sự xuất hiện của giám khảo khách mời là Little Shilpa, Danielle là người có phần thể hiện tốt nhất còn Sreeradhe là thí sinh tiếp theo bị loại.
- Khách mời đặc biệt: Alesia Raut, Achala Sachdev, Little Shilpa

### Tập 5
Khởi chiếu: 16 tháng 8 năm 2015
7 cô gái còn lại được đưa tới tiệm salon Jean-Claude Biguine để nhận diện mạo mới của mình. Ngày hôm sau, họ đã có buổi chụp hình chân dung với những kiểu tóc được tạo mẫu từ Daniel Bauer, lần này họ sẽ hóa thân thành những chiếc đầu khổng lồ bên trong một không gian nhỏ và thu hẹp. Vào buổi đánh giá ngày tiếp theo với sự xuất hiện của giám khảo khách mời là Atul Kasbekar, Rushali được gọi tên đầu tiên còn Anam và Monica rơi vào cuối bảng, nhưng Lisa thông báo là cô đang có 2 tấm ảnh trong tay nên đồng nghĩa việc là sẽ không có ai bị loại.
- Nhiếp ảnh gia: Omkar Chitnis
- Khách mời đặc biệt: Daniel Bauer, Atul Kasbekar

### Tập 6
Khởi chiếu: 23 tháng 8 năm 2015
7 cô gái còn lại được đưa tới Lakmé Absolute Salon cho một buổi học trang điểm từ chuyên gia trang điểm Clint Fernandes, trước khi họ đã có thử thách trang điểm khi Clint đã trang điểm một nửa khuôn mặt cho họ và họ sẽ phải làm phần còn lại trong 20 phút, kết quả là Danielle & Malvika chiến thắng thử thách.
Ngày hôm sau, họ đã có một buổi quay quảng cáo cho dầu gội đầu TRESemmé Keratin Smooth, trong khi Danielle & Malvika sẽ được thêm 3 lần quay quảng cáo vì giành chiến thắng thử thách ngày hôm qua. Vào buổi đánh giá ngày tiếp theo với sự xuất hiện của giám khảo khách mời là Javed Jaffrey, Monica là người có phần thể hiện tốt nhất còn Anam là thí sinh tiếp theo bị loại.
- Khách mời đặc biệt: Clint Fernandes, Prahlad Kakkar, Javed Jaffrey

### Tập 7
Khởi chiếu: 30 tháng 8 năm 2015
Anusha đã đến thăm 6 cô gái còn lại tại ngôi nhà chung để chuẩn bị cho buổi chụp hình tiếp theo hóa thân thành pho tượng đá cẩm thạch, trong khi họ sẽ tạo dáng cùng với một người mẫu nam.
Ngày hôm sau, họ được đưa tới cửa hàng thời trang Vero Moda cho buổi chụp hình thứ hai hóa thân thành manơcanh của cửa hàng, trong khi họ sẽ phải tạo dáng cùng với diễn viên hài Cyrus Broacha. Vào buổi đánh giá ngày tiếp theo với sự xuất hiện của giám khảo khách mời là Milind Soman, Danielle được gọi tên đầu tiên còn Malvika là thí sinh tiếp theo bị loại.
- Nhiếp ảnh gia: Kevin Nunes, Sameer Dhalwani
- Khách mời đặc biệt: Cyrus Broacha, Milind Soman

### Tập 8
Khởi chiếu: 6 tháng 9 năm 2015
5 cô gái còn lại đã được Anusha và nhà thiết kế Narendra Kumar lựa chọn trang phục từ Amazon cho họ để chuẩn bị cho một buổi casting cho tạp chí Grazia. Sau khi tất cả đã phỏng vấn xong, Neeraj đã gọi Danielle vào phòng để thông báo rằng là cô đã chiến thắng thử thách.
Ngày hôm sau, họ đã có buổi chụp hình tiếp theo hóa thân thành những tính cách khác nhau, trong khi họ sẽ phải tạo dáng cùng với những món đồ trái ngược với tính cách đó. Vào buổi đánh giá ngày tiếp theo với sự xuất hiện của giám khảo khách mời là Gautam Gulati, Gloria được gọi tên đầu tiên còn Aditi là thí sinh tiếp theo bị loại.
- Nhiếp ảnh gia: Taras Taraporvala
- Khách mời đặc biệt: Narendra Kumar, Ekta Rajani, Mehernaaz Dhondy, Gautam Gulati

### Tập 9
Khởi chiếu: 13 tháng 9 năm 2015
Anusha đã đến thăm 4 cô gái còn lại tại ngôi nhà chung và họ đã có một buổi nói chuyện với Madhu Chopra, mẹ của diễn viên Priyanka Chopra. Sau đó, họ đã có buổi chụp hình cuối cùng hóa thân thành những siêu anh hùng, trong khi họ sẽ bị treo lơ lửng lên không trung. Vào buổi đánh giá ngày hôm sau, Danielle được gọi tên đầu tiên còn Monica là thí sinh tiếp theo bị loại.
- Nhiếp ảnh gia: Dabboo Ratnani
- Khách mời đặc biệt: Madhu Chopra, Daniel Bauer

### Tập 10
Khởi chiếu: 20 tháng 9 năm 2015
3 cô gái còn lại đã thu dọn hành lí để rời khỏi ngôi nhà chung. Sau đó, họ được di chuyển tới khách sạn Renaissance để ở trong suốt phần còn lại của cuộc thi. Sau đó, Neeraj đến thăm các cô gái và họ đã được xem tin nhắn từ người thân của họ và từ các thí sinh đã bị loại trước đó.
Ngày hôm sau, họ được đưa tới Grand Cru Salon cho buổi tập luyện catwalk cuối cùng với biên đạo viên Lubna Adams. Ngày tiếp theo, họ được quay lại Grand Cru Salon để chuẩn bị cho buổi trình diễn thời trang cuối cùng tại Lakmé Fashion Week.
- Khách mời đặc biệt: Lubna Adams

### Tập 11
Khởi chiếu: 27 tháng 9 năm 2015
Đây là phần tiếp theo của tập 10. 3 cô gái còn lại đã có thử thách cuối cùng là buổi trình diễn thời trang cho QuirkBox tại Lakmé Fashion Week. Vào buổi đánh giá cuối cùng, Gloria là người đầu tiên bị loại, Rushali trở thành á quân còn Danielle trở thành quán quân đầu tiên của India's Next Top Model.

## Thứ tự gọi tên
| 1  | Rushali   | Monica Sreeradhe | Danielle  | Rushali     | Monica   | Danielle | Gloria   | Danielle | Danielle |  |  |  |  |  |
| 2  | Anam      | Monica Sreeradhe | Anam      | Aditi       | Rushali  | Gloria   | Monica   | Gloria   | Rushali  |  |  |  |  |  |
| 3  | Danielle  | Gloria           | Malvika   | Gloria      | Gloria   | Rushali  | Rushali  | Rushali  | Gloria   |  |  |  |  |  |
| 4  | Malvika   | Danielle         | Rushali   | Danielle    | Danielle | Aditi    | Danielle | Monica   |          |  |  |  |  |  |
| 5  | Aditi     | Rushali          | Aditi     | Malvika     | Aditi    | Monica   | Aditi    |          |          |  |  |  |  |  |
| 6  | Monica    | Aditi            | Gloria    | Anam Monica | Malvika  | Malvika  |          |          |          |  |  |  |  |  |
| 7  | Vishakha  | Anam             | Monica    | Anam Monica | Anam     |          |          |          |          |  |  |  |  |  |
| 8  | Neev      | Malvika          | Sreeradhe |             |          |          |          |          |          |  |  |  |  |  |
| 9  | Sreeradhe | Neev             |           |             |          |          |          |          |          |  |  |  |  |  |
| 10 | Gloria    | Vishakha         |           |             |          |          |          |          |          |  |  |  |  |  |

     Thí sinh bị loại
     Thí sinh dừng cuộc thi
     Thí sinh không bị loại khi rơi vào cuối bảng
     Thí sinh chiến thắng cuộc thi

### Buổi chụp hình & thử thách
Buổi chụp hình
- Tập 2: Phong cách cá nhân trên đỉnh tòa nhà (casting)
- Tập 3: Tạo dáng qua gương theo cặp trên bàn xoay cho son môi Lakmé Absolute Sculpt
- Tập 5: Ảnh chân dung với những kiểu tóc lạ qua không gian nhỏ
- Tập 6: Quảng cáo dầu gội đầu TRESemmé
- Tập 7: Bức tượng đá với người mẫu nam; Manơcanh trước cửa kính với Cyrus Broacha
- Tập 8: Những tính cách khác nhau với đạo cụ
- Tập 9: Siêu anh hùng trên không

Trình diễn thời trang
- Tập 4: Trình diễn thời trang với mũ của nhà thiết kế Little Shilpa qua con lắc khổng lồ
- Tập 11: Trình diễn thời trang cho QuirkBox tại Lakmé Fashion Week

### Diện mạo mới
- Aditi: Tóc bob thêm mái ngố kiểu Uma Thurman
- Anam: Cắt tầng và thêm highlights nâu
- Danielle: Highlights nâu
- Gloria: Cắt ngắn 1 khúc và nhuộm màu anh đào đỏ
- Malvika: Cắt ngắn tới vai và nhuộm nâu
- Monica:  Cắt ngắn tới vai, cắt tầng và thêm highlight nâu
- Rushali: Cắt tầng và thêm mái ngố